# Evan George Mackenzie
Evan George Mackenzie o Ewan Mackenzie (Firenze, 1852 – Genova, 1935) è stato un imprenditore, mecenate e assicuratore scozzese residente in Italia.

## Biografia
Evan Mackenzie era figlio di un nobile scozzese trasferitosi a Firenze, e rimase sempre legato alla propria città natale ed alla cultura toscana.

### L'attività imprenditoriale

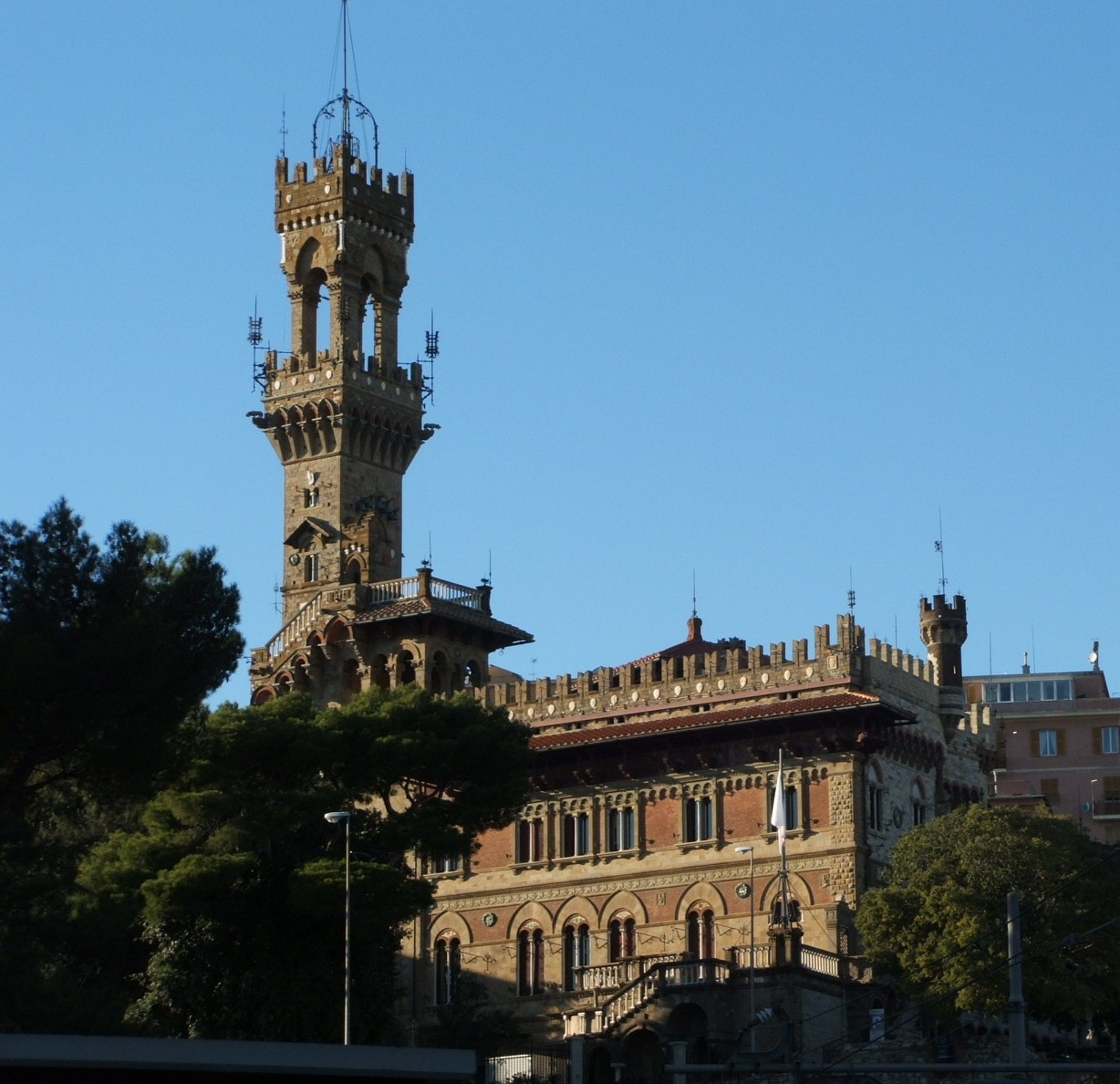
Il castello Mackenzie

Negli anni settanta dell'Ottocento Mackenzie si trasferì a Genova dove aprì un'agenzia di assicurazioni che rappresentava alcune importanti compagnie francesi, inglesi ed austriache. L'agenzia ebbe enorme successo e si trasferì al piano nobile del Palazzo della Meridiana dove lavoravano ottanta impiegati: era la più grande agenzia assicurativa in Italia.
Nel 1891 Mackenzie fondò insieme ad alcuni imprenditori e professionisti genovesi una cooperativa di assicurazioni sulla vita, L'Iniziativa. La compagnia, di modeste dimensioni, aveva un capitale di circa 140 milioni di lire.
Nel 1898, approfittando degli investimenti tedeschi legati alla Triplice alleanza, Mackenzie fondò, insieme ad Enrico Pontremoli, una compagnia più ambiziosa, l'Alleanza Assicurazioni, di cui erano soci anche una compagnia di Monaco di Baviera, la Nationalbank für Deutschland e la banca privata Manzi e C. di Roma. La compagnia aveva un capitale versato di un milione e mezzo di lire e operava in tutti campi assicurativi. Era la seconda più importante compagnia assicurativa a Genova, dopo l'Italia Assicurazioni.
Nel primo decennio del Novecento Mackenzie divenne anche consigliere delegato dell'Ausonia Assicurazioni, compagnia specializzata nelle assicurazioni contro gli infortuni sul lavoro e i casi fortuiti. A sua volta l'Ausonia acquisiva una partecipazione nell'Alleanza.
Nel primo decennio del Novecento l'Alleanza contava già 345 agenzie, quasi tutte in Italia, ma alcune anche in Grecia, Turchia, Tunisia, Tripolitania, Malta e Spagna. 
Fin dall'inizio il ramo vita aveva rappresentato il principale ambito della società. Nel 1912, proprio quando la realtà aziendale si stava dimostrando solida e affidabile, con il raggiungimento di un portafoglio di 13.000 contratti e di un capitale di 130.000.000 di lire, il governo Giolitti con la legge 305 del 1912 procedette alla nazionalizzazione delle assicurazioni sulla vita e, come tutte le imprese attive nel settore, anche Alleanza Assicurazioni fu costretta a cedere il ramo vita all'INA.
Il decreto legge 29 aprile 1923 reintrodusse la concorrenza per le assicurazioni sulla vita e nel 1924 Mackenzie decise di riorganizzare la Alleanza come compagnia operante esclusivamente nel ramo vita. In questo nuovo quadro la direzione generale venne trasferita a Milano. La ristrutturazione diede ottimi risultati: furono riaperte trentatré agenzie e la raccolta premi aumentò del 36%.
Mackenzie diresse la Alleanza fino al 1934, quando la cedette alle Assicurazioni Generali.

### Collezionismo e committenza
Nonostante sia stato un imprenditore di successo, Mackenzie è ricordato soprattutto per il suo mecenatismo, come collezionista e come committente.
Innanzitutto l'assicuratore, che non dimenticava di essere fiorentino, raccolse una collezione di oltre ottocento volumi di argomento dantesco, fra edizioni delle opere e studi critici. La collezione fu donata al comune di Genova nella prima metà del XX secolo e oggi si trova presso la Biblioteca Berio.
Fra il 1893 ed il 1905 Mackenzie si fece costruire nel quartiere genovese di Castelletto il Castello Mackenzie, su progetto di Gino Coppedè, all'epoca ancora sconosciuto e che sarà proprio Mackenzie a lanciare. La scelta di un architetto toscano non era casuale, perché l'imprenditore fiorentino voleva che in casa sua si respirasse un'atmosfera toscana. Il più evidente riferimento alla Toscana è la torretta del castello, chiara citazione della Torre del Mangia.
Mackenzie incaricò Coppedè anche di adeguare il palazzo della Meridiana a sede della sua agenzia. In questa occasione, oltre a nuove costruzioni nell'area del giardino posteriore, si coprì il cortile con un lucernario a vetri colorati, al cui centro campeggiano i simboli delle città di Roma, Venezia e Torino, e si realizzarono le decorazioni a tempera delle voltine e di diverse sale ad opera del pittore pugliese Nicola Mascialino, d’impronta neorinascimentale, che intervenne anche pesantemente nella decorazione interna delle sale sui cui soffitti sono gli affreschi di Luca Cambiaso (Ulisse che saetta i Proci, Episodi dell'Odissea, Satiro sbeffeggiato da Amore) e di Lazzaro Calvi (Apollo sul carro). 
Quando, nel maggio del 1915, l’Italia entrò in guerra, Mackenzie mise a disposizione alcuni ambienti del palazzo della Meridiana perché venissero trasformati in ospedale per gli ufficiali italiani.